# Mycosphaerella mariae
Mycosphaerella mariae är en svampart som först beskrevs av Sacc. & E. Bommer, och fick sitt nu gällande namn av Gustav Lindau 1903. Mycosphaerella mariae ingår i släktet Mycosphaerella och familjen Mycosphaerellaceae.   Inga underarter finns listade i Catalogue of Life.